# Liste des évêques de Ciudad Rodrigo
Pour un article plus général, voir Diocèse de Ciudad Rodrigo.
La liste des évêques de Ciudad Rodrigo recense les noms des évêques qui se sont succédé à la tête du diocèse de Calabria au VIIe siècle puis du diocèse de Ciudad Rodrigo, en Espagne, depuis sa création au XIIe siècle, que ce soit comme évêques diocésains ou comme administrateurs apostoliques pendant la période qui suivit le concordat de 1851 et perdura jusqu'au milieu du XXe siècle. 

## Évêques de Calabria
- Servus Dei (633-646)
- Celedonio (653-660)
- Aloario (666-670)
- Ervigio (688- ?)

## Évêques de Ciudad Rodrigo
- Domingo (1168-1172)
- Pedro de Ponte (1174-1189)
- Martin (1190-1211)
- siège vacant (1211-1214)
- Lombardo (1214-1227)
- Miguel (1227-1245)
- Pedro II (1245-1251)
- Leonardo (1252-1259)
- Domingo Martín (1263-1274)
- Pedro III (1274-1284)
- Antonio (1285-1300)
- Velasco Pérez, évêque schismatique (1290-1297)
- Alfonso I (1300-1314)
- Alfonso II O.P.
- Bernardo (?-1324)
- Juan I (1324-?)
- Juan II (?-1339)
- Alfonso III (1344-1371)
- Fernando de Pedrosa (1382-1383) nommé évêque de Carthagène
- Gonzalo (1384- ?)
- Juan III (?-1387)
- Jerónimo (1389-1398)
- Rodrigo (1384-1391)
- Gonzalo (1403-1408) (?) administrateur apostolique et évêque de Lamego, Portugal
- Andrés Dias de Escobar (1410-1422) (aussi évêque d'Ajaccio)
- Gonzalo Porres de Cibdat (?-1411)
- Alfonso Manuel (1411-1427)
- Alfonso Sánchez de Ávila (1428- ?)
- Alfonso V (?-1429)
- Sancho (1431-1433) (aussi évêque de Orta et Minervino, Italie)
- Alfonso Sánchez de Valladolid (1433-1455)
- Alfonso de Palenzuela (1460-1469) nommé évêque de Oviedo
- Alfonso de Paradinas (1469-1485)
- Pedro Beltrán (1485-1487) nommé évêque de Tuy
- Diego de Muros O.Merci (1487-1492)
- Juan de Ortega (1493-1499) nommé évêque de Calahorra
- Diego de Peralta (1499-1501)
- Valeriano Ordóñez Villaquirán (1501-1508) nommé évêque de Oviedo
- Francisco de Bobadilla (1509-1510) nommé évêque de Salamanque
- Francisco Ruiz O.F.M. (1510-1514) nommé évêque d'Ávila
- Juan Pardo de Tavera (1514-1523) nommé évêque d'Osma
- Pedro Portocarrero (1523-1525) nommé archevêque de Grenade
- Gonzalo Maldonado (1525-1530)
- Pedro Fernández Manrique (1530-1537) nommé évêque de Cordoue, cardinal
- Pedro Pacheco Ladrón de Guevara (1537-1539) nommé évêque de Pamplune
- Antonio Ramírez de Haro (1539-1541) nommé évêque de Calahorra
- Francisco de Navarra y Hualde (1542-1545) nommé évêque de Badajoz
- Juan Aceres (1546-1549)
- Pedro Ponce de León (1550-1560) nommé évêque de Plasencia
- Diego de Covarrubias y Leiva (1560-1564) nommé évêque de Ségovie
- Diego de Simancas (1564-1568) nommé évêque de Badajoz
- Andrés Pérez (1568-1583)
- Pedro Vélez Guevara (1584-1585)
- Bernardo Sandoval y Rojas (1586-1588) nommé évêque de Pampelune
- Pedro Maldonado 1588-1591)
- Martín de Salvatierra (1591-1604)
- Pedro Ponce de Léon II (1605-1610) nommé évêque de Zamora
- Antonio Idiáquez Manrique (1610-1613) nommé évêque de Ségovie
- Jerónimo Ruiz Camargo (1613-1622) nommé évêque de Coria
- Agustín Antolínez, O.S.A. (1623-1624) nommé archevêque de saint Jacques de Compostelle
- Martín Fernández Portocarrero (1624-1625)
- Juan de la Torre Ayala (1626-1638) nommé évêque de Zamora
- Francisco Díaz Alarcón y Covarrubias (1639-1645) nommé évêque de Salamanque
- Juan Pérez Delgado (1646-1655) nommé évêque de Salamanque
- Diego de Tejada y la Guardia (1656-1658) nommé évêque de Pampelune
- Diego Requelme y Quirós (1658-1661) nommé évêque d'Oviedo
- Antonio de Castañón (1662-1667) nommé évêque de Zamora
- Miguel de Cardenas O. Carm (1667-1671)
- Alonso Bernardo de Ríos y Guzmán O.SS.T (1671-1677) nommé archevêque de Grenade
- Juan de Andaya y Sotomayor (1678-1678)
- Sebastián Catalán (1679-1687)
- José González O.Merc. (1688-1695) nommé évêque de Plasencia
- Francisco Manuel de Zúñiga Sotomayor y Mendoza O.S.A. (1695-1712)
- José Díez Santos de San Pedro (1714-1719)
- Gregorio Téllez O.F.M. Conv (1721-1738)
- Clemente Comenge Avio (1738-1747)
- Pedro Gómez de la Torre (1748-1756) nommé évêque de Plasencia
- José Francisco Biguezal (1756-1762)
- Cayetano Antonio Cuadrillero Mota (1763-1777) nommé évêque de León
- Agustín de Alvarado y Castillo (1778-1781)
- Ildefonso Molina Santaella (1783-1784)
- Benito Uría Valdés O.S.B. (1785-1810)
- Pedro Manuel Ramírez de la Piscina (1814-1835)
- Pedro Alcántara y Jiménez (1835-1843)
- Siège vacant (1843-1867)

## Évêques de Salamanque, administrateurs apostoliques de Ciudad Rodrigo
- Anastasio Rodrigo Yusto (1867) nommé évêque de Burgos
- Joaquín Lluch y Garriga O.C.D. (1868-1875) nommé évêque de Barcelone
- Narciso Martínez Izquierdo (1875-1885) nommé évêque de Madrid-Alcalá

## Administrateurs apostoliques de Ciudad Rodrigo
- José Tomás de Mazarrasa y Rivas (1885-1907) évêque titulaire de Philippopolis-en-Thrace (de)
- Ramón Barberá y Boada (1907-1914) nommé évêque de Palencia
- Manuel María Vidal y Boullon (1915-1923) nommé évêque de Tuy
- Silverio Velasco Pérez (1924-1927) évêque titulaire de Ticelia (de)
- Manuel López Arana (es) (1929-1941) évêque titulaire de Curium (de)
- Máximo Yurramendi Alcain (1945-1949) évêque titulaire de Messène (de)

## Évêques de Ciudad Rodrigo
- Jesús Enciso Viana (1949-1955) nommé évêque de Majorque
- José Bascuñana y López (1955-1964) nommé évêque de Solsona
- Demetrio Mansilla Reoyo (1964-1988)
- Antonio Ceballos Atienza (1988-1993) nommé évêque de Cádix et Ceuta
- Julián López Martín (1994-2002) nommé évêque de León
- Atilano Rodríguez Martínez (2003-2011) nommé évêque de Sigüenza-Guadalajara
- Raúl Berzosa Martínez (2011-2019)
- José Luis Retana Gozalo (es) (2021- ), aussi évêque in persona Episcopi de Salamanque

## Source
- (es) Cet article est partiellement ou en totalité issu de l’article de Wikipédia en espagnol intitulé « Anexo:Obispos de Ciudad Rodrigo » (voir la liste des auteurs).